# Лукойл
ВАТ «Лукойл» — російська вертикально-інтеґрована приватна нафтова компанія; друга найбільша (перша — Юкос) в Росії нафтова компанія і шоста за величиною приватна нафтова компанія в світі, найбільша в світі приватна нафтова компанія за доведеними запасами сирої нафти.
Основні види діяльності компанії — операції з розвідки і видобутку нафти і газу, виробництво і реалізація нафтопродуктів. Компанія відіграє ключову роль в енергетичному секторі Росії, на її частку припадає понад 20 % видобутку нафти країни.

## Історія
Компанія працює з 1991 року. Ключовими особами компанії в різний час були: Вагіт Алекперов, Віталій Робертус, а також Леонід Федун, Ігор Лішніц та ін.
У квітні 2023 року компанію оштрафували в Болгарії на 100 млн євро за зловживання своїм домінуючим становищем. Того ж місяця дочірня компанія Лукойлу продала нафтопереробний заводу ISAB в Італії кіпрській компанії GOI Energy.
26 грудня 2024 року у Волгоградській області було атаковано нафтопереробний завод Лукойлу.
У січні 2025 року ГУР Міноборони України атакували російський нафтовий сектор, головною ціллю були сервіси Лукойлу.
15 січня 2025 року на нафтопереробному заводі Лукойлу в російському Волгограді пролунало кілька вибухів і почалася масштабна пожежа.
26 березня 2025 року Лукойл потрапив під масштабну хакерську атаку, вся система компанії перестала працювати.

## Характеристика
У перші роки XXI ст. «Лукойл» добував близько 5 млрд м³ газу на рік. У 2009 р. планувалося збільшити видобуток до 47 млрд м³ на рік. Практично весь газ планували добувати в Ямало-Ненецькому автономному окрузі (ЯНАО).
Станом на 1 січня 2003 року доведені запаси нафти компанії — 19,3 млрд барелів нафтового еквівалента (проти 16,8 млрд барелів на 1 січня 2002 року), в тому числі 15,3 млрд барелів (2,414 млрд тонн) нафти і 24,2 трлн куб.футів (684,8 млрд куб.м) природного газу. З урахуванням придбання на початку 2003 року контрольних пакетів акцій в ряді компаній в Республіці Комі («ОАО ТЭБУКнефть», «ОАО Ухтанефть», ЗАТ «РКМ-ойл», «ОАО ЯНТК») консолідовані запаси «ВАТ ЛУКОЙЛ» становлять 19,7 млрд барелів нафтового еквівалента. За заг. обсягами доведених запасів нафти і газу компанія продовжує займати лідируючі позиції у світі: друге місце серед найбільших приватних корпорацій світу після ExxonMobil. Підрахунок запасів «ОАО ЛУКОЙЛ» зроблений відповідно до вимог US SPE. Приріст ресурсної бази компанії склав за 2002 р. 5 % за нафтою і 83 % за газом.
Основними чинниками, що обумовили позитивну динаміку запасів, є: відкриття і постановка на баланс чотирьох нових родовищ на Північному Каспії (запаси нафти і газу); придбання контрольного пакету акцій «ОАО Находканефтегаз» (запаси газу); приріст запасів внаслідок ГРР в традиційних регіонах діяльності (в основному запаси нафти); перегляд раніше зроблених підрахунків внаслідок уточнення і оновлення даних з геології і розробки; поліпшення зовнішніх і внутрішніх економічних умов (зростання світових цін, контроль і скорочення витрат, збільшення частки експортного постачання). У 2002 році проходка в розвідувальному бурінні становила 181 тис. м. Закінчене будівництво 68 розвідувальних свердловин. Відкрито 16 родовищ вуглеводневої сировини і 15 покладів нафти, газу і газоконденсату на раніше відкритих родовищах. Заміщення видобутку доведеними запасами в 2000—2002 роках становило 170 %. Основними напрямами розвитку «ОАО ЛУКОЙЛ» в галузі геологорозвідки і розвитку сировинної бази на період до 2013 р визначені: забезпечення щорічного приросту запасів в сер. не менше 80 % поточного видобутку; доведення обсягу доведених запасів нафти до 2012 року до 2,5 млрд тонн; газу — до 1 трлн м³ (за рахунок пошуково-розвідувальних робіт і придбань); збільшення частки запасів, що розробляються: до 75 % за нафтою (проти 63 % в 2002 році) і до 60 % за газом (проти 10 % в 2002 році).
Передбачається, що до кінця десятиріччя половина лукойлівської нафти буде перероблятися на власних заводах (30 % в Росії і 20 % — за рубежем), а інша половина відправлятися на експорт. Для цього компанія готова вкласти в розвиток нафтопереробки і збуту 4 млрд дол., з яких 27 млн дол. може бути витрачено на реконструкцію НПЗ. У «ЛУКОЙЛі» не виключають і можливості будівництва нових заводів; купувати НПЗ компанія не планує. На розширення роздрібних мереж компанія відводить 1.3 млрд дол. Число «автозаправок ЛУКОЙЛа» в Росії і Європі планують подвоїти і довести до 2800 і 2000 відповідно; основні придбання в цьому секторі стануться до 2007 р. Компанію цікавлять ринки Болгарії, Румунія, Польщі, України, Білорусі, країн Балтії. Компанія сподівається повернути собі лідерство в нафтовидобутку (наприкінці 2002 року «Юкос» обійшов «ЛУКОЙЛ» за рівнем поточного видобутку).

## Лукойл Україна
Підрозділ компанії оперує на території України під назвою «Лукойл Україна». Основні активи цієї дочірної компанії, це 1 НПЗ на території України — Лукойл-Одеський нафтопереробний завод, мережа АЗК, ряд підприємств у Калуші: З АТ «Лукор», ВАТ «Оріана», ТОВ «Лукойл-Нафтохім», Дочірнє підприємство «Завод „Вінілхлорид“» ВАТ «Оріана», Дочірнє підприємство Завод «Діанат» ВАТ «Оріана», Дочірнє підприємство "Завод «Поліолефін» ВАТ «Оріана», Дочірнє підприємство "Завод «Технопласт» ВАТ «Оріана», ДП «Калійний завод» ВАТ «Оріана», ТОВ «Карпатнафтохім», магістральний нафтопродуктопровід Дрогобич-Калуш заводу «Поліолефін» ВАТ «Оріана».
Продуктопровід Дрогобич-Калуш заводу «Поліолефін» ВАТ «Оріана», ЗАТ «Лукор» належать до найбільш екологічно небезпечних.

### ЗАТ «Лукор»
В радянський час було побудовано найбільший у Європі Калуський хіміко-металургійний комбінат, який пізніше став державним концерном «Оріана». У склад ВАТ «Оріана»(підпорядкованість: Мінпромполітики України) ввійшло 13 самостійних підприємств, які виробляли понад 100 видів продукції і станом на 01.01.99 рік ВАТ «Оріана» займає монопольне становище на загальнодержавному ринку соляної кислоти, каустичної соди (100 %), антистатиків і пом'якшувачів, бензолу, вінілхлориду, поліолефінів (етилену і пропилену), поліакріламіду (8 %), трихлоретилену і ерхлоретилен, калійні добрива (в перерахунку на 100 % К20), калімагнезія, магній і магнієві сплави та інших товарів. У 2000 році частину майна Оріани було внесено до спільного підприємства «Лукор». Держава та російська компанія «Лукойл-нафтохім» на паритетних правах створили спільне підприємство. Держава внесла цілісний майновий комплекс ДК «Оріана» — нафтохімічний комплекс разом із заводом «Поліолефін», потужності з випуску хлорвінілу та завод «Діанат». Сама «Оріана» тепер знаходиться в процедурі банкрутства, про яке було оголошено в січні 2003 року.
ЗАТ «Лукор» було створене 2000 року за рахунок:
- майнового внеску ВАТ «Оріана» (м. Калуш) у вигляді основних засобів нафтохімічного комплексу вартістю 662 млн грн.;
- фінансових вкладень ТОВ «Лукойл-Нафтохім» у сумі 100 млн грн.;
- 107 акцій російського емітента ЗАТ «Лукойл-Нафтохім» (м. Когалим, Російська Федерація), оцінених у 562 млн грн.

ЗАТ «Лукор» завдало збитків Україні на 73 млн доларів, про що Головне слідче управління Служби безпеки України в листопаді 2012 року порушило кримінальну справу за ознаками злочину, передбаченого ч. 5 ст. 191 Кримінального кодексу України «Привласнення, розтрата майна або заволодіння ним шляхом зловживання службовим становищем».

### ТОВ «Карпатнафтохім»
ТОВ «Карпатнафтохім» створене у жовтні 2004 року за рахунок ЗАТ «Лукор» (частка у статутному фонді становить 24 % (як внесок — всі активи нафтохімічного комплексу) і «Lukoil Chemikal B. V» (Нідерланди) — частка якого у статутному фонді становить 76 %). Цій юридичній особі передали технологічне обладнання «Оріани». До цього підприємства перейшли активи колишнього СП, яке володіло цілісним майновим комплексом ДК «Оріана». У 2017 році викуплений Ільханом Мамедовим йоу.

### Ребрендинг
У травні 2015 року «Лукойл-Україна» змінив назву на AMIC Ukraine. Одночасно із ребрендингом компанія змінила гаму кольорів у оформленні своїх АЗС — із червоно-білого на зелені відтінки.